# Лъка (област Смолян)
Вижте пояснителната страница за други значения на Лъка.
Лъ̀ка е село в Южна България. То се намира в община Смолян, област Смолян.

## География
Село Лъка се намира в планински район.